# Divadelní akademie v Helsinkách
Divadelní akademie v Helsinkách (zkratkou TeaK, finsky Teatterikorkeakoulu, švédsky Teaterhögskolan) je veřejná umělecká vysoká škola v Helsinkách ve Finsku. Jsou zde vyučována múzická umění, jako herectví, režie, dramaturgie, tanec, choreografie, aj., a to jak ve finštině, tak i ve švédštině. Škola vznikla v roce 1979 spojením dvou divadelních škol, finské Suomen Teatterikoulu a švédské Svenska Teaterskolan.

## Fakulty
- Divadelní fakulta (Teatteritaiteen laitos)
- Švédská fakulta herectví (Ruotsinkielinen näyttelijäntyön laitos, Svenska institutionen för skådespelarkonst)
- Taneční fakulta (Tanssitaiteen laitos)
- Fakulta světelného a zvukového designu (Valo- ja äänisuunnittelun laitos)
- Fakulta pedagogiky tance a divadelní tvorby (Tanssi- ja teatteripedagogiikan laitos)

## Rektoři
- Eero Melasniemi (1979–1982)
- Jouko Turkka (1983–1985)
- Outi Nyytäjä (1985–1987)
- Marianne Möller (1987–1988)
- Maija-Liisa Márton (1988–1990)
- Raila Leppäkoski (1990–1991)
- Kari Rentola (1991–1997)
- Lauri Sipari (1997–2005)
- Paula Tuovinen (2005–současnost)

## Známí absolventi
- Sofi Oksanen – spisovatelka
- Minna Haapkylä – herečka
- Outi Mäenpää – herečka
- Petteri Summanen – herec